# Eptatretus yangi
Eptatretus yangi är en ryggsträngsdjursart som först beskrevs av Teng 1958.  Eptatretus yangi ingår i släktet Eptatretus och familjen pirålar. IUCN kategoriserar arten globalt som livskraftig. Inga underarter finns listade i Catalogue of Life.